# Madeleine de la Tour d’Auvergne
Madeleine de la Tour d’Auvergne 1498-ban jött világra, III. (de La Tour) János auvergne-i és lauraguais-i gróf és neje, Bourbon-Vendôme Johanna grófnő második gyermekeként és második leányaként. A szülők 1495. január 11-én házasodtak össze.
Apai nagyszülei: VI. (de La Tour) Bertrán gróf és Trémoille-i Lujza, Boussac úrnője
Anyai nagyszülei: VIII. János, Vendôme grófja és Beauvau-i Izabella, Roche sur Yon úrnője
Féltestvére (anyja előző házasságából):
- Bourbon Lajos, Clermont grófja (1488-?)

Testvére:
- Anna (1496-1524), aki 1505. július 13-án nőül ment elsőfokú unokatestvéréhez, a 21 éves John Stewart-hoz, Albany hercegéhez, ám közös gyermekük nem született házasságuk körülbelül 19 éve során.

Madeleine 1518. május 5-én hozzáment II. (Medici) Lorenzóhoz, Urbino 24 esztendős hercegéhez, akinek egy leányt szült házasságuk röpke egy éve során, Katalin Mária Romolát, 1519. április 13-án. Lorenzó 1519. május 4-én, feltehetően szifilisz következtében elhunyt, ifjú felesége azonban már április 28-án meghalt, gyermekágyi láz miatt, így kislányuk árván maradt már 21 napos korában. A szerencsétlen sorsú gyermek tehát már csecsemőként egy hatalmas vagyon egyetlen örököse lett, azaz Európa egyik legvonzóbb hajadonja.
Először apai nagyanyja, Alfonzin gyámsága alá került, ám az asszony is meghalt 1520-ban. Ezután három évig apja testvére, Clarice gondozásába került. A firenzei nép csak úgy emlegette Katalint, hogy „a kishercegnő”.
1523-tól nagybátyjához, VII. Kelemen pápához (Giulio de' Medici) került, aki a Medici Riccardi Palotába küldte nevelkedni unokahúgát. 1525-ben visszaküldték őt Firenzébe, ahol Silvio Passerini bíboros felügyelete alá került. Együtt nevelkedett nagybátyja (VII. Kelemen pápa) törvénytelen fiával, Alessandro de’ Medicivel és egy másik törvénytelen rokonnal – Giuliano de’ Medici, Nemours hercegének fiával –, Ippolito de’ Medicivel. 1527-től a kislányt különböző zárdákba küldték, hogy ott megtanulja az erényes és vallásos életmódot, azért, hogy később majd megfelelő férjet tudjanak neki találni. VII. Kelemen már ekkor elkezdett keresgélni Európa előkelő családjaiban a leendő hitves után, s lehetőleg olyan jelöltet szeretett volna, aki a házasságkötés után politikai vagy katonai előnyökhöz tudná juttatni a Vatikánt.
Katalin kiváló és széles körű oktatásban részesült, latin és görög nyelven írt és olvasott, s táncolni, muzsikálni is megtanították. Számos kérő jelentkezett a pápánál, mikor tudomást szereztek a hercegnő jelentős hozományáról. A pápa nagybácsi az akkori francia király, I. Ferenc egyik fiát szánta unokahúga házastársául, s végül 1533 elején megejtették az eljegyzést Katalin és Ferenc második fia, a hercegnőtől csupán 13 nappal idősebb, Valois Henrik, orléans-i herceg között. 1533. október 28-án házasodtak össze, a ceremóniát pedig maga a pápa, a menyasszony nagybátyja vezette le. A frigy boldogtalannak bizonyult, mivel Henrik folyton szeretőket tartott, amit felesége természetesen soha nem hagyott szó nélkül.
Kilenc évnyi próbálkozás után született csak meg a pár első gyermeke, Ferenc, 1544. január 19-én. Őt 12 év alatt még kilenc gyermek követte, öt leány (Erzsébet, Klaudia, Margit, Viktória és Johanna) és négy fiú (Lajos, Károly, Henrik és Herkules). Később Katalin három fiából is király lett, II. Ferenc, IX. Károly és III. Henrik néven. Katalin férje 1547. március 31-én, II. Henrik néven lett Franciaország uralkodója, Katalint pedig 1549. június 10-én koronázták királynévá. Férje 1559. július 10-én halt meg. Katalin 69 évet élt, 1589. január 5-én hunyt el.
Madeleine 10 unokája közül csak Károlynak, Erzsébetnek és Klaudiának születtek gyermekei. Károly leánya, Mária Erzsébet hercegnő csak öt évet élt, egy törvénytelen fia, Károly pedig 77 évet élt, s három törvényes gyermeke (Henrik, Lajos és Ferenc) született, valamint két fattyúgyermeke (Antal és Károly).
Erzsébet öt gyermeket szült, ám csak ketten (Izabella és Katalin) érték el a felnőttkort. Klaudia azonban kilenc gyermek (Henrik, Krisztina, Károly, Antónia, Anna, Ferenc, Katalin, Erzsébet és Klaudia) édesanyja lett.
Medici Katalin királyné egyik fia sem tudott törvényes fiúörököst hátra hagyni, ezért a Valois-ház férfiága III. Henrik halálával végleg kihalt, a női ág azonban folytatódott Erzsébet és Klaudia gyermekein keresztül.